# Sybille Krosch
Sybille (auch Sybilla oder Sibilla) Krosch (* 26. Oktober 1924 in Neuss) ist eine in Deutschland geborene niederländische Bildhauerin.

## Leben und Werk
Sybille  Krosch wurde im Neusser Stadtteil Norf geboren. 1946 zog sie in die Niederlande. Sie heiratete in Den Haag den Niederländer J.C. van der Loo und nahm die niederländische Staatsbürgerschaft an. Von 1956 bis 1960 studierte sie an der Koninklijke Academie van Beeldende Kunsten Bildhauerei und wurde danach als bildende Künstlerin in Den Haag tätig.
Zu Sybille Kroschs Werken zählen figurative oder abstrakte Menschen- und Tierdarstellungen sowie Porträts und Reliefs. Zu ihrem bevorzugten Werkstoff gehört neben Keramik, Beton und Kunstharz vor allem Bronze. Viele der Skulpturen sind dauerhaft als Kunst im öffentlichen Raum aufgestellt. Sybille Krosch ist Mitglied des Haagse Kunstkring und beteiligte sich an verschiedenen Ausstellungen, darunter:
- 1979: Gruppenausstellung, Fundatie Kunsthuis Amsterdam, Kunsthuis Amsterdam
- 1992: Einzelausstellung, Natuurhistorisch Museum Rotterdam[1]
- 1995: Gruppenausstellung, Stadhuis Den Haag[4]

## Werke (Auswahl)
- Metaalreliëf, 1958. Steenwijklaan 10–12, Den Haag
- Reliëf, 1960/62. Marterrade 4–8, Den Haag
- Reliëf, 1964. Pachtersdreef, Den Haag
- Familie, 1962. Werf, Rijsenhout-Haarlemmermeer
- Jongetje en meisje, 1965. Eeldepad 1, Den Haag
- Monument Korps Kommando Troepen, 1968. Parabaan 10, Engelbrecht van Nassaukazerne, Roosendaal
- Nest met vogels, 1974. Sytwinde/Lijsterbeslaan, Pijnacker-Nootdorp
- Balspelende meisjes, 1974. Wipperspark, Maassluis[5]
- Pratende vrouwen / Kleine potjes hebben grote oren, 1975. Uiverlaan, Maassluis
- Stadsomroeper / Vismarktomroeper, 1976. Westhavenplaats, Vlaardingen
- Kangoeroes, 1979. 't Oeverbos, Vlaardingen
- Wonderbare visvangst, 1980. Badhuiskade/Havenkade, Den Haag
- Schuitejager, 1985. Scheepswerf 18, Leidschendam-Voorburg
- Willem Drees, 1985
- Kindergroepje, 1986. Dr. Jan Schoutenlaan/Burg. Schwartzlaan/Burgemeester Wesselinkstraat, Maassluis
- Drie katten, 1986. Campanulastraat, Den Haag
- Vogels / De Koperwiek. Noordeinde, Roelofarendsveen, Kaag en Braassem
- Schepen in de haven. Koningshoek 93, Maassluis
- Het gezin. Stationsstraat, Roosendaal
- Twee spelende kinderen. Verburghlaan/van Reststraat, Poeldijk, Westland
- Grote liggende beweging. Kastanjedal 2, Maassluis[6]

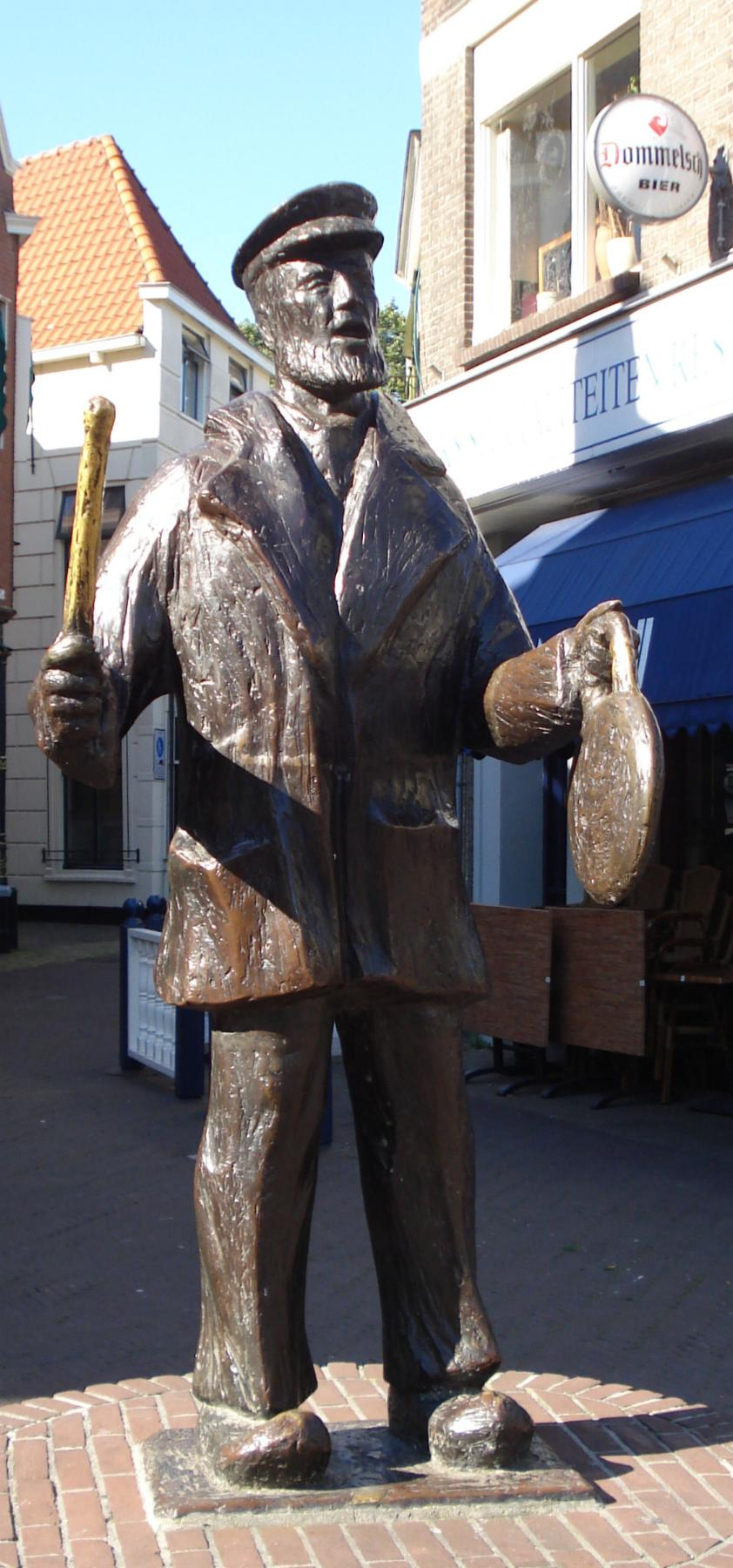
Stadsomroeper
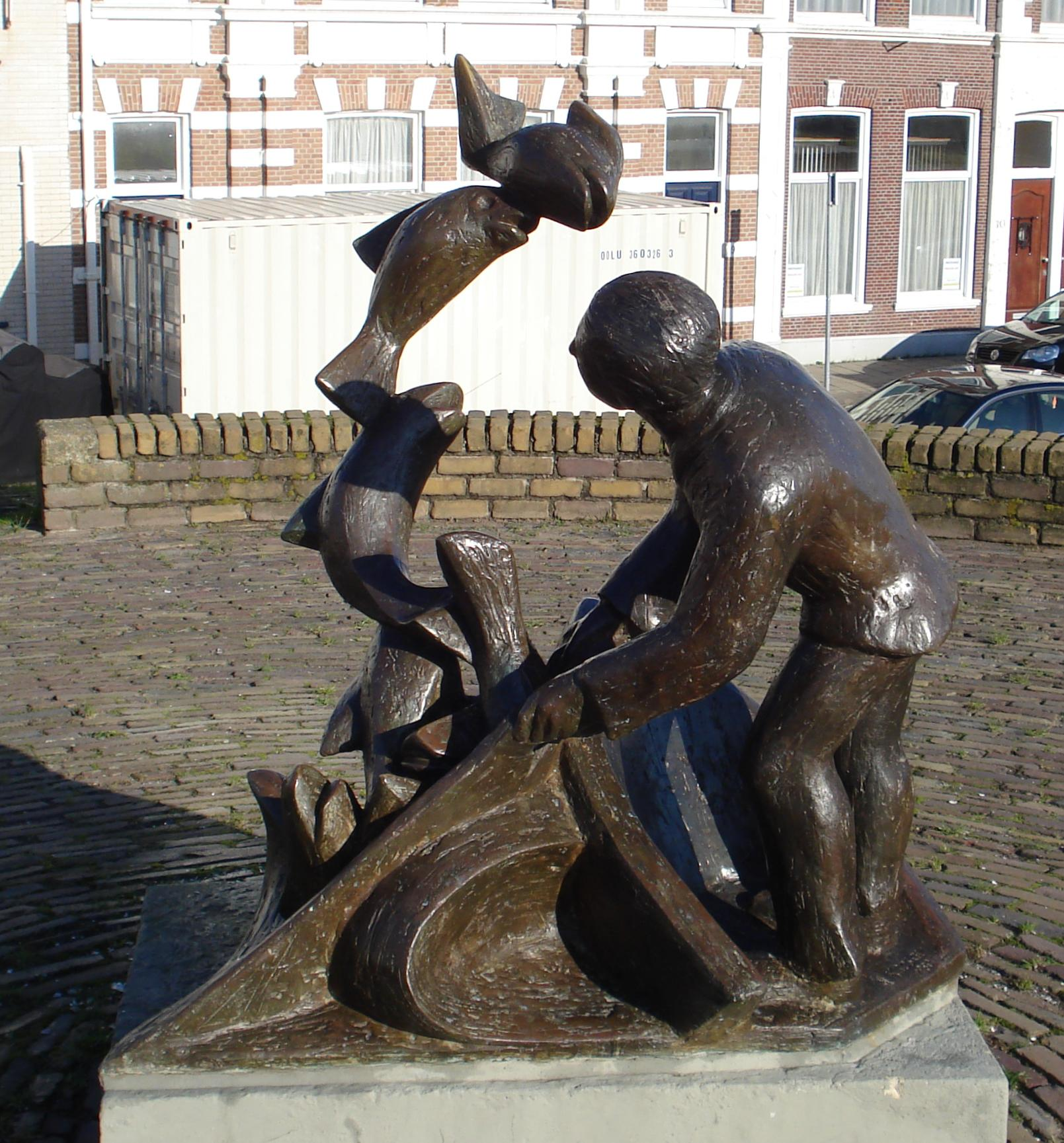
Wonderbare visvangst
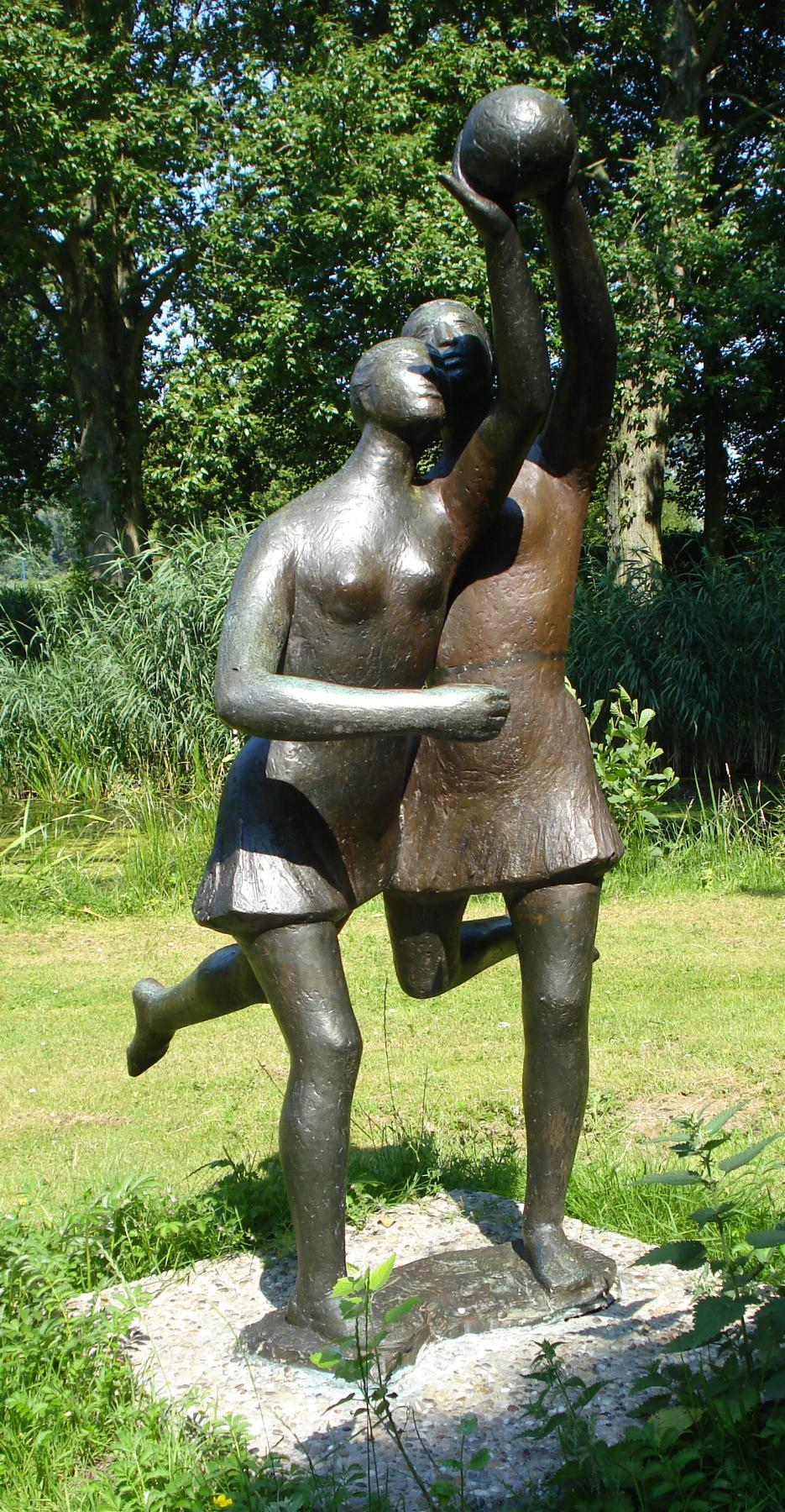
Balspelende meisjes
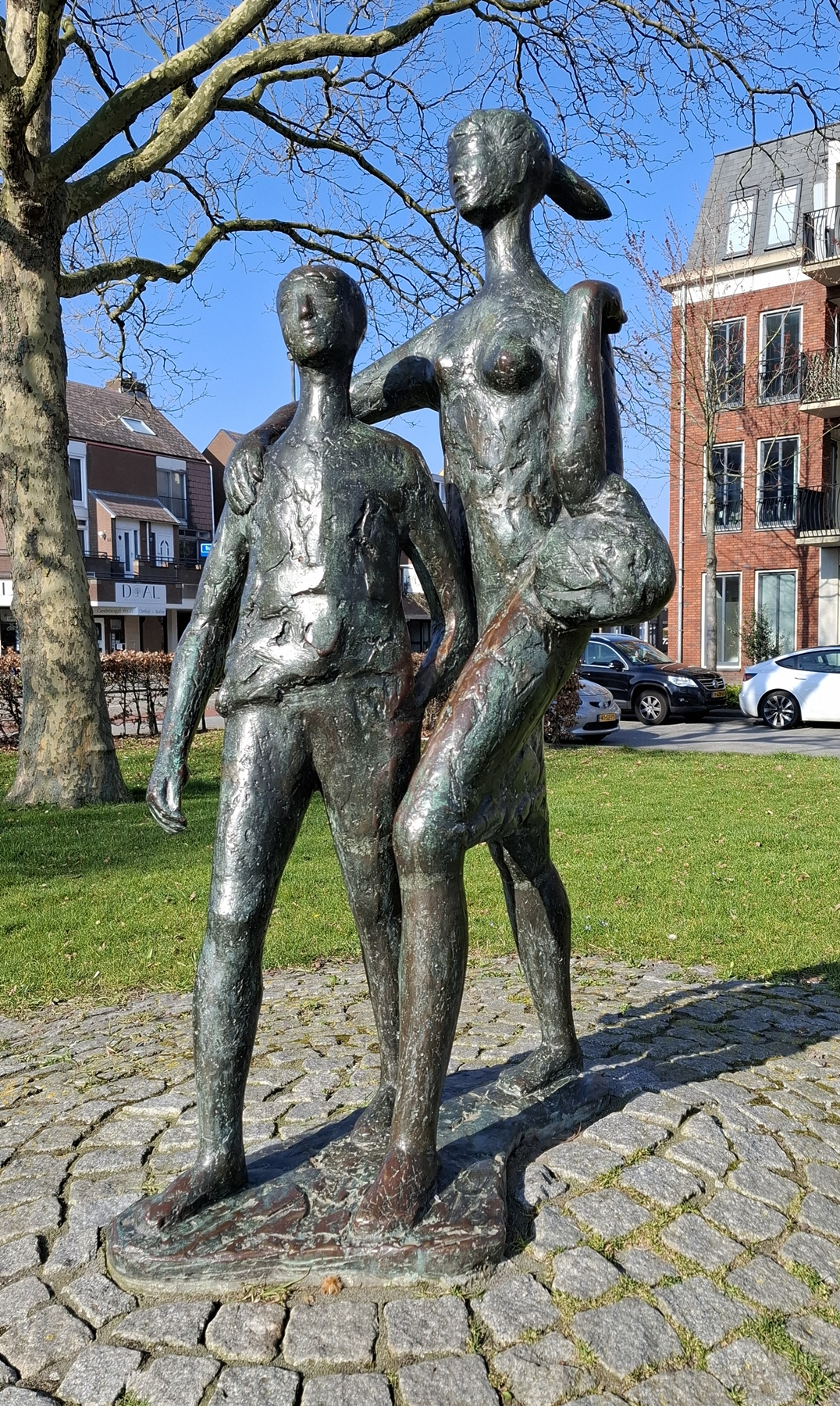
Kindergroepje
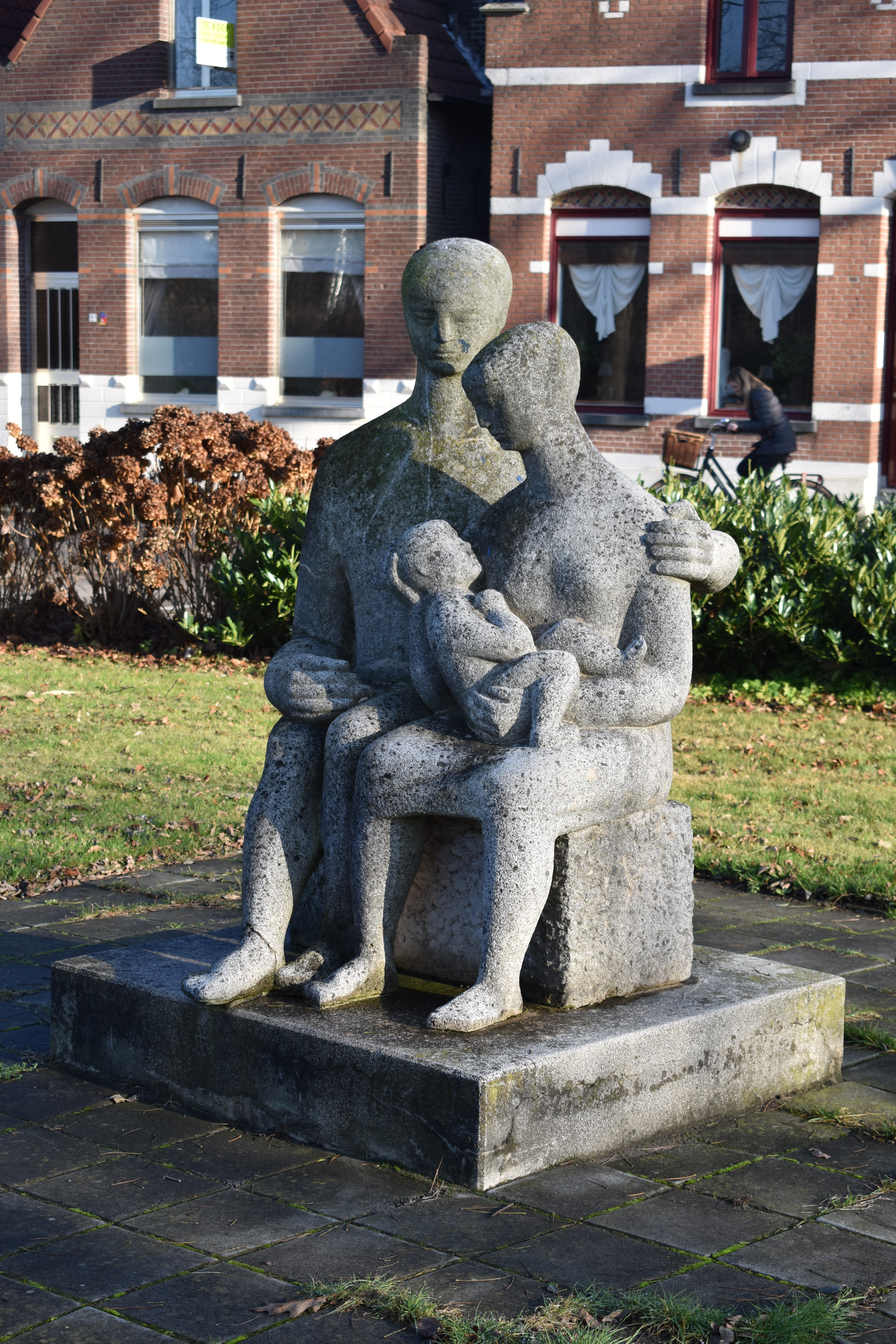
Het gezin
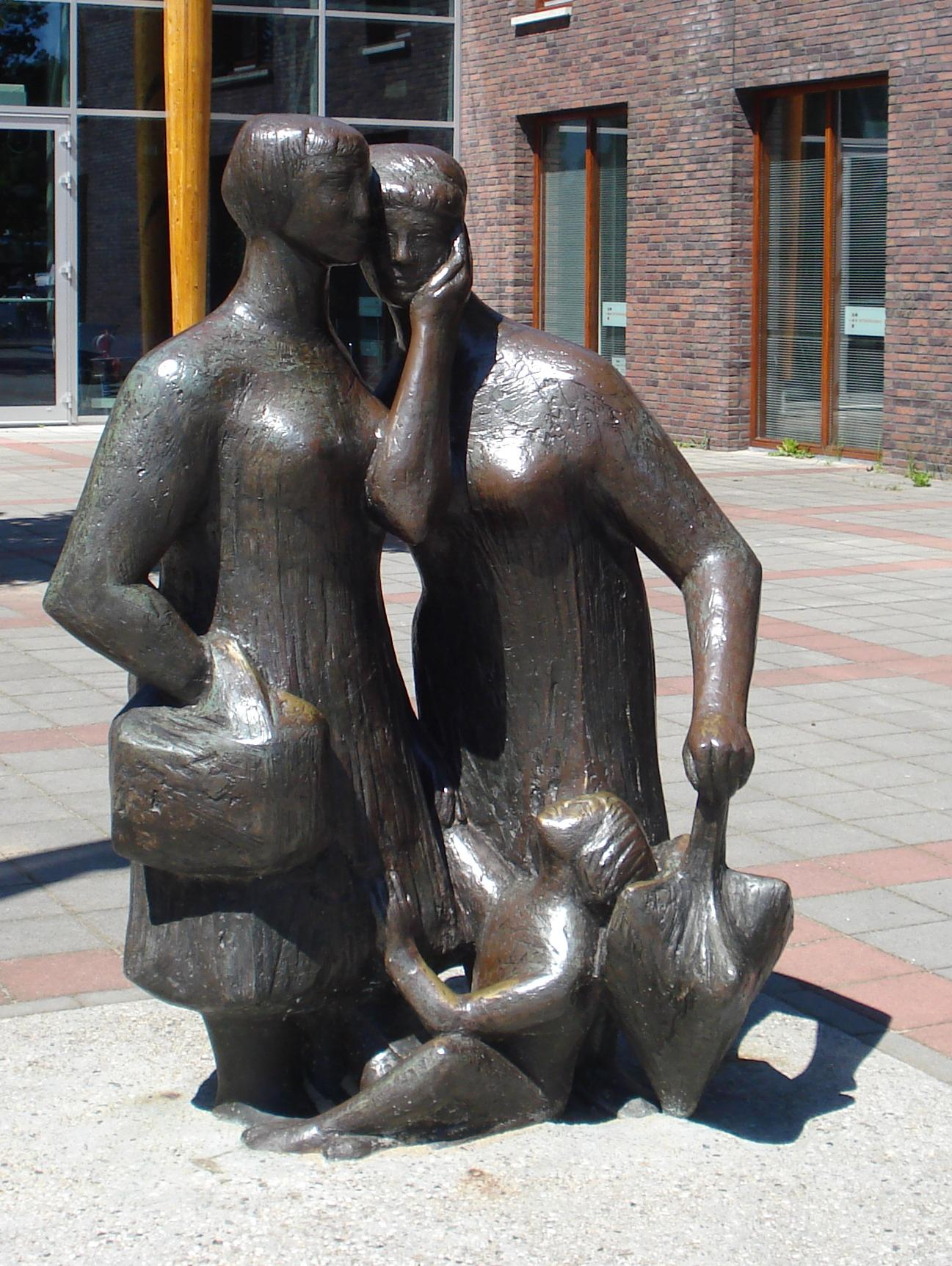
Pratende vrouwen
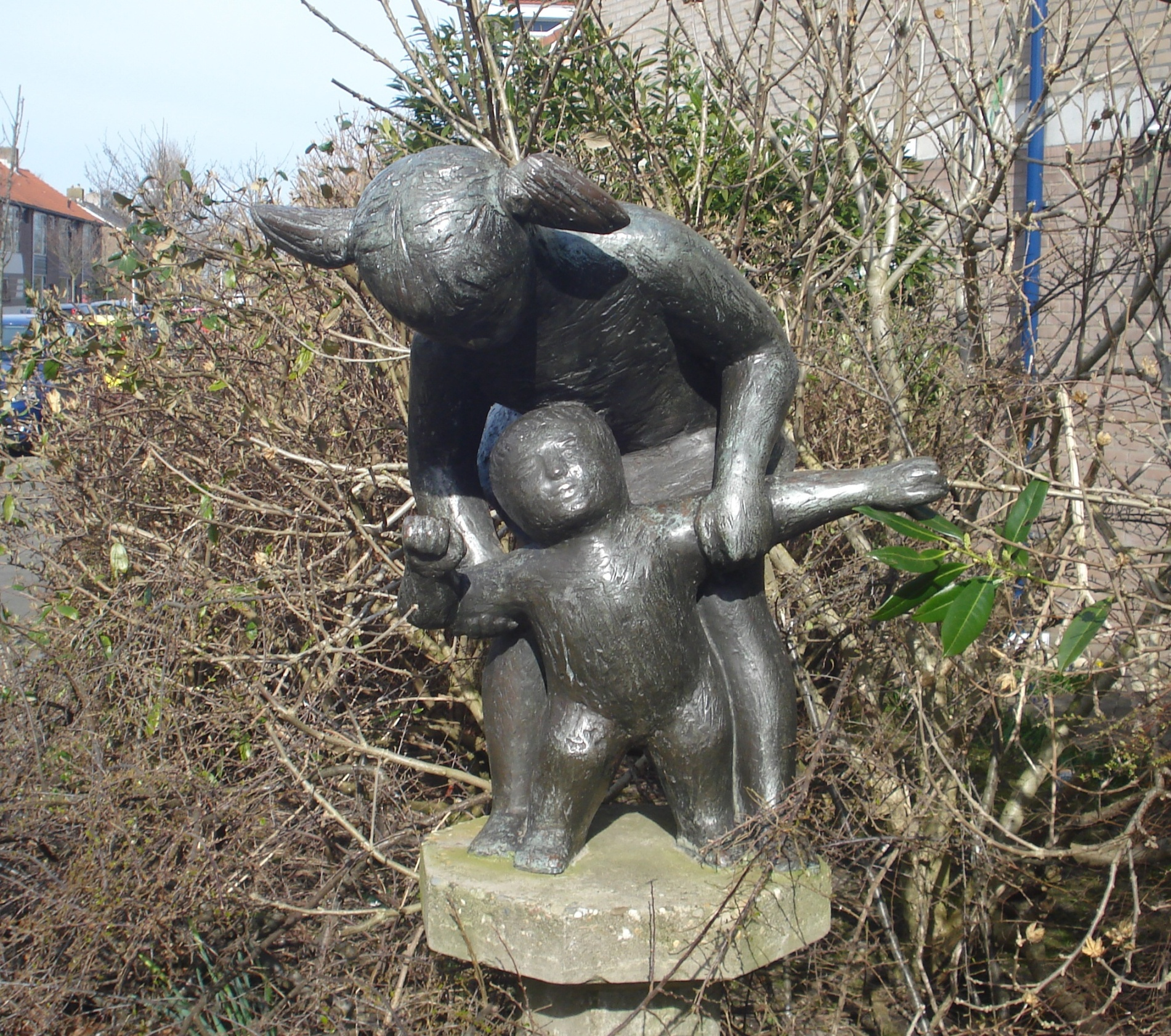
Spelende kinderen
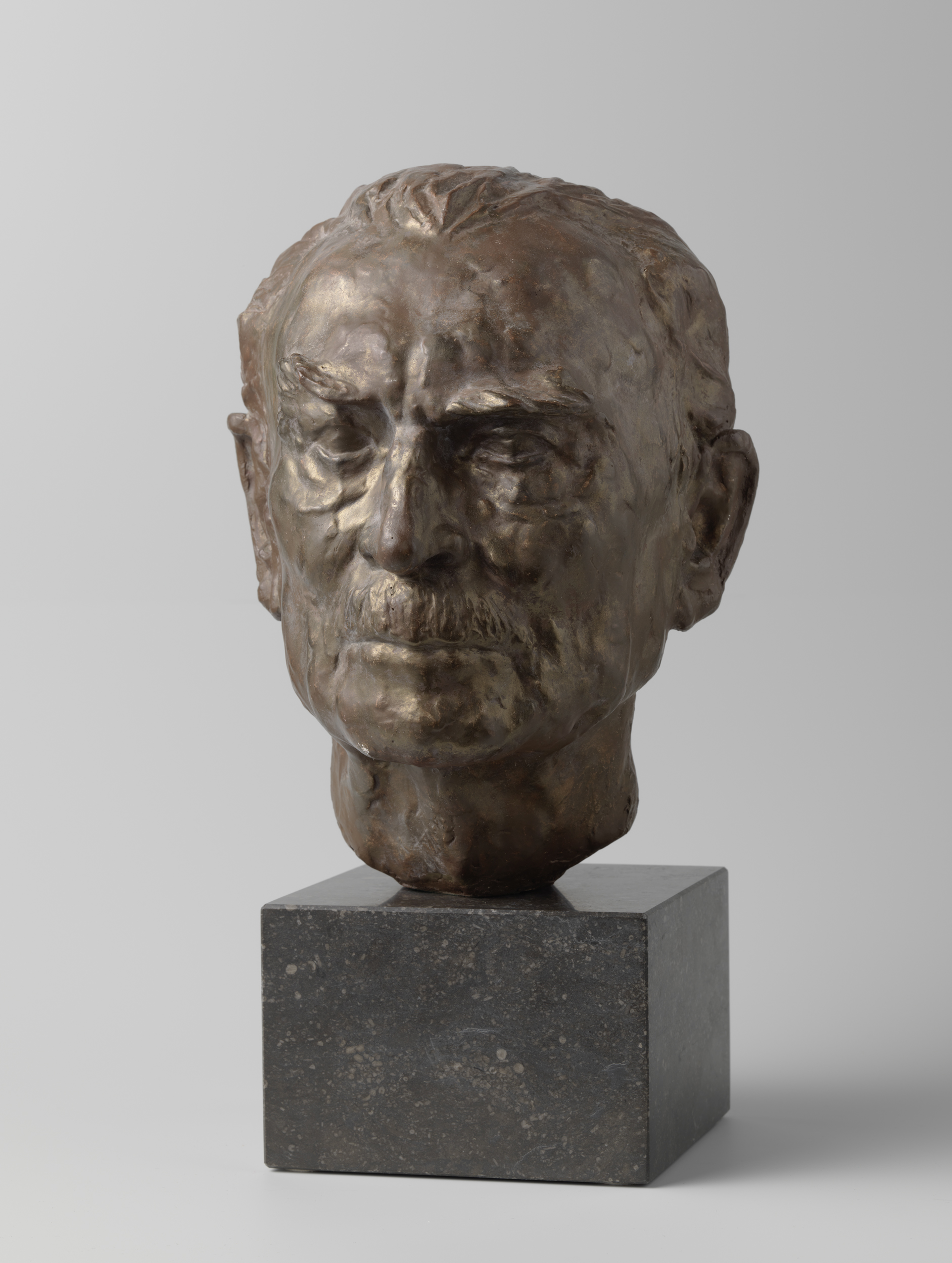
Willem Drees

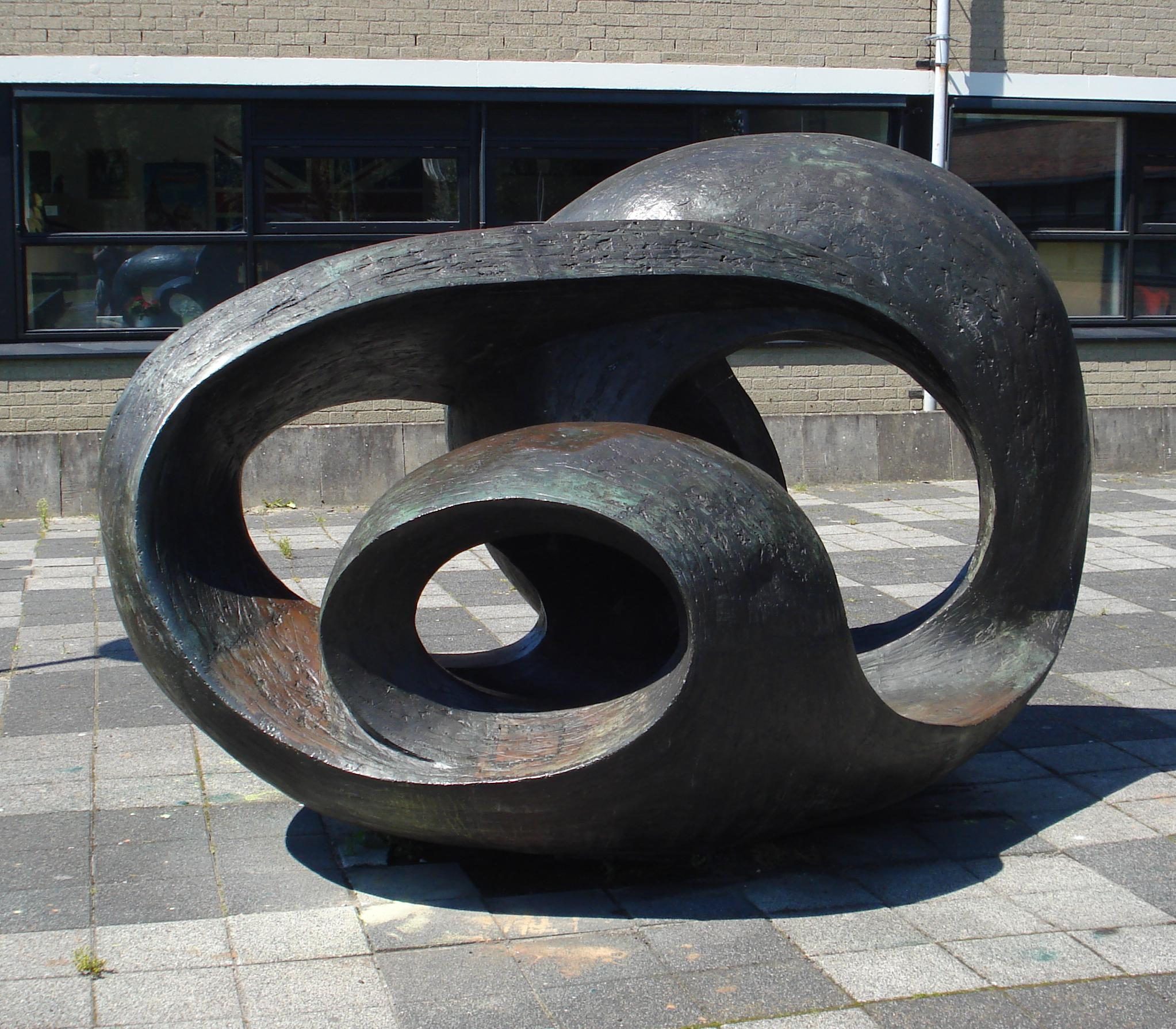
Grote liggende beweging
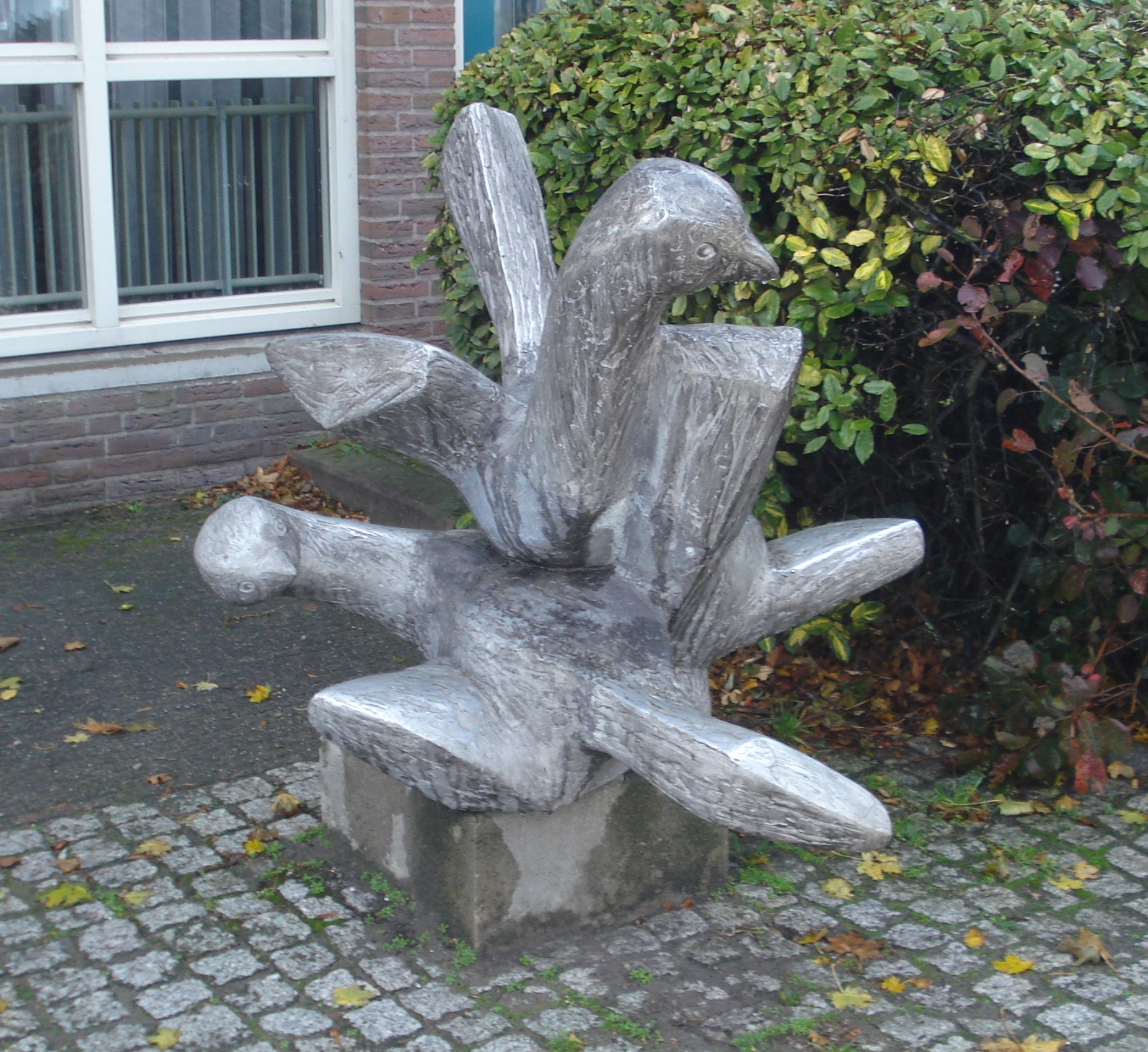
Vogels
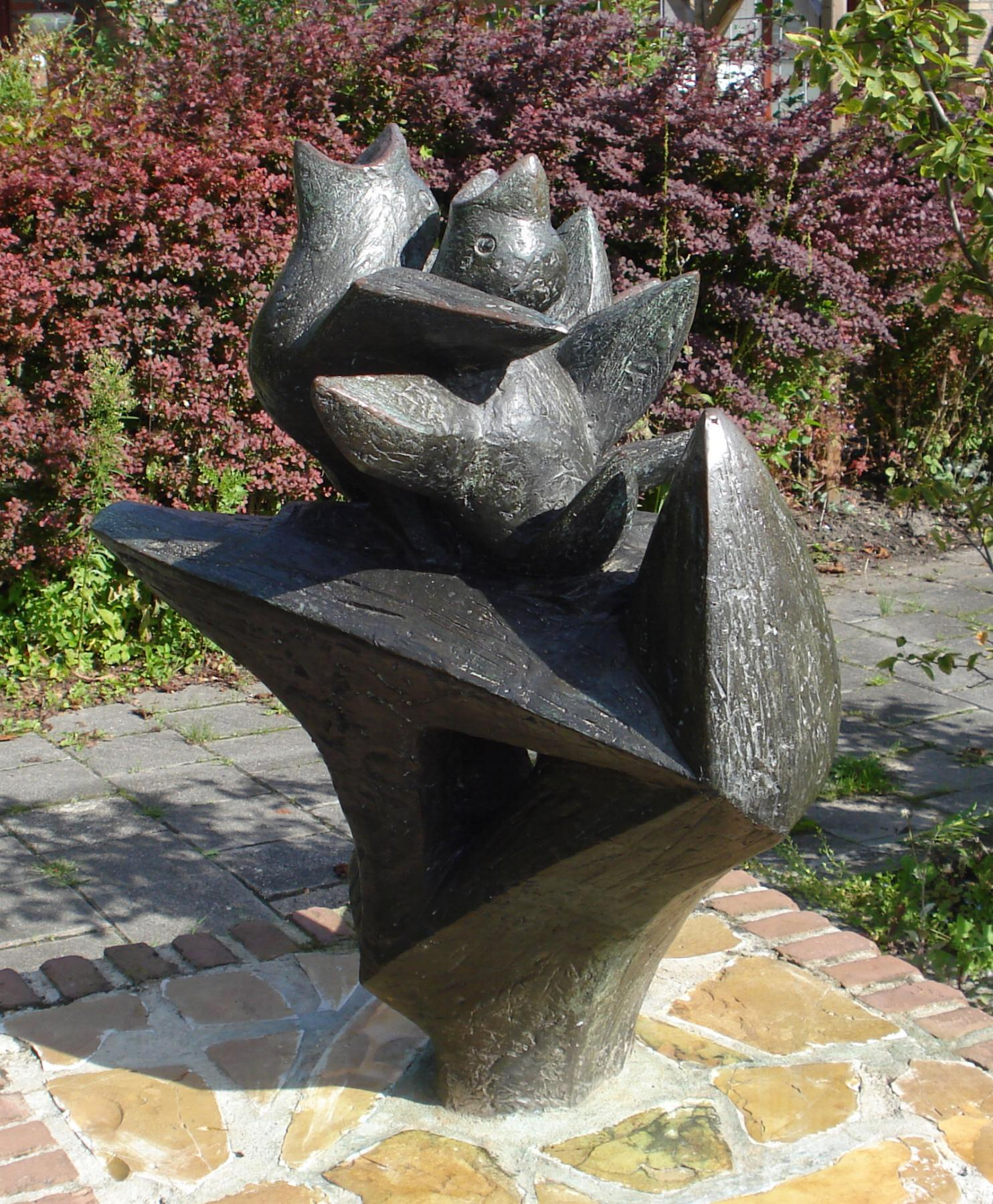
Nest met vogels
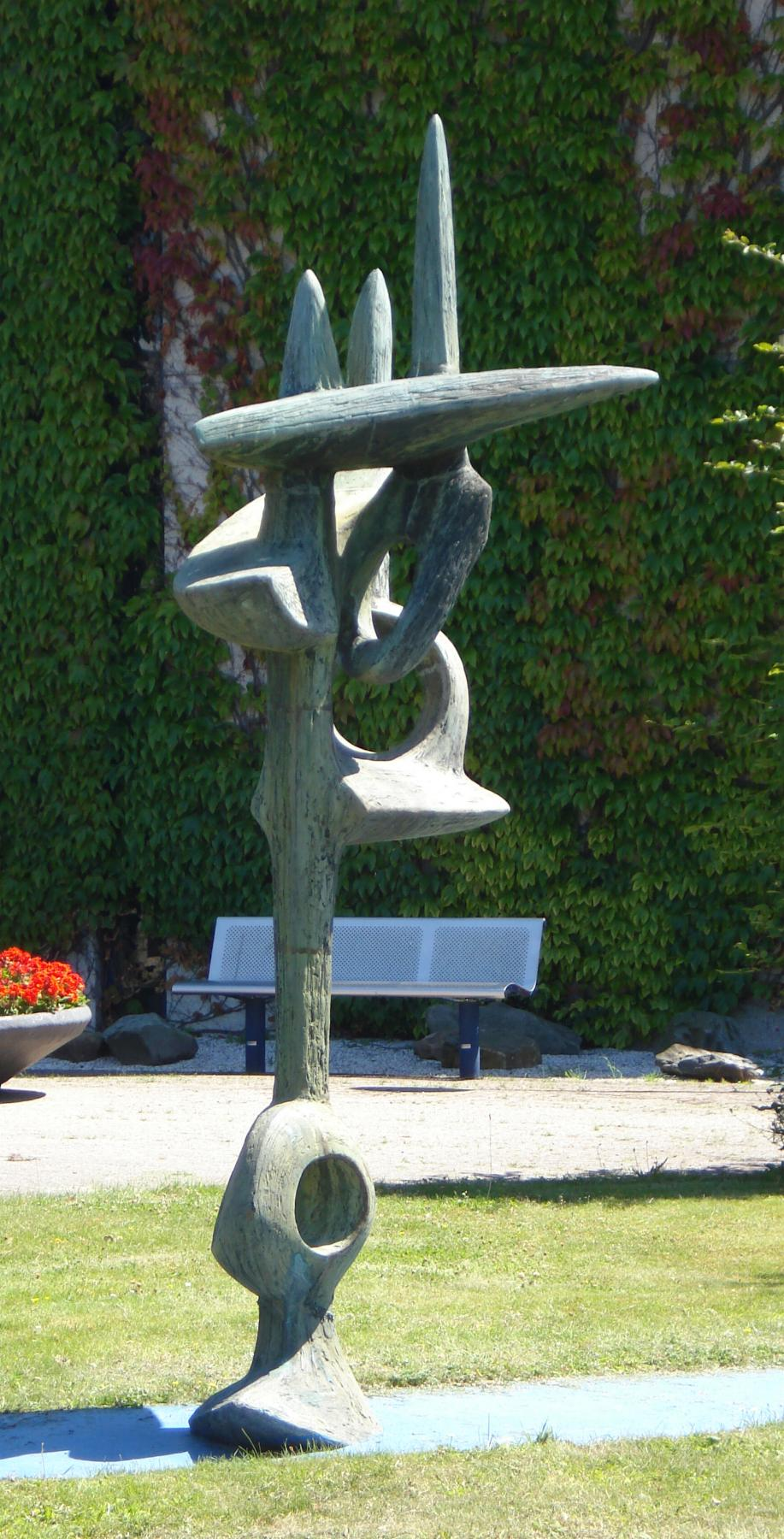
Schepen in de haven
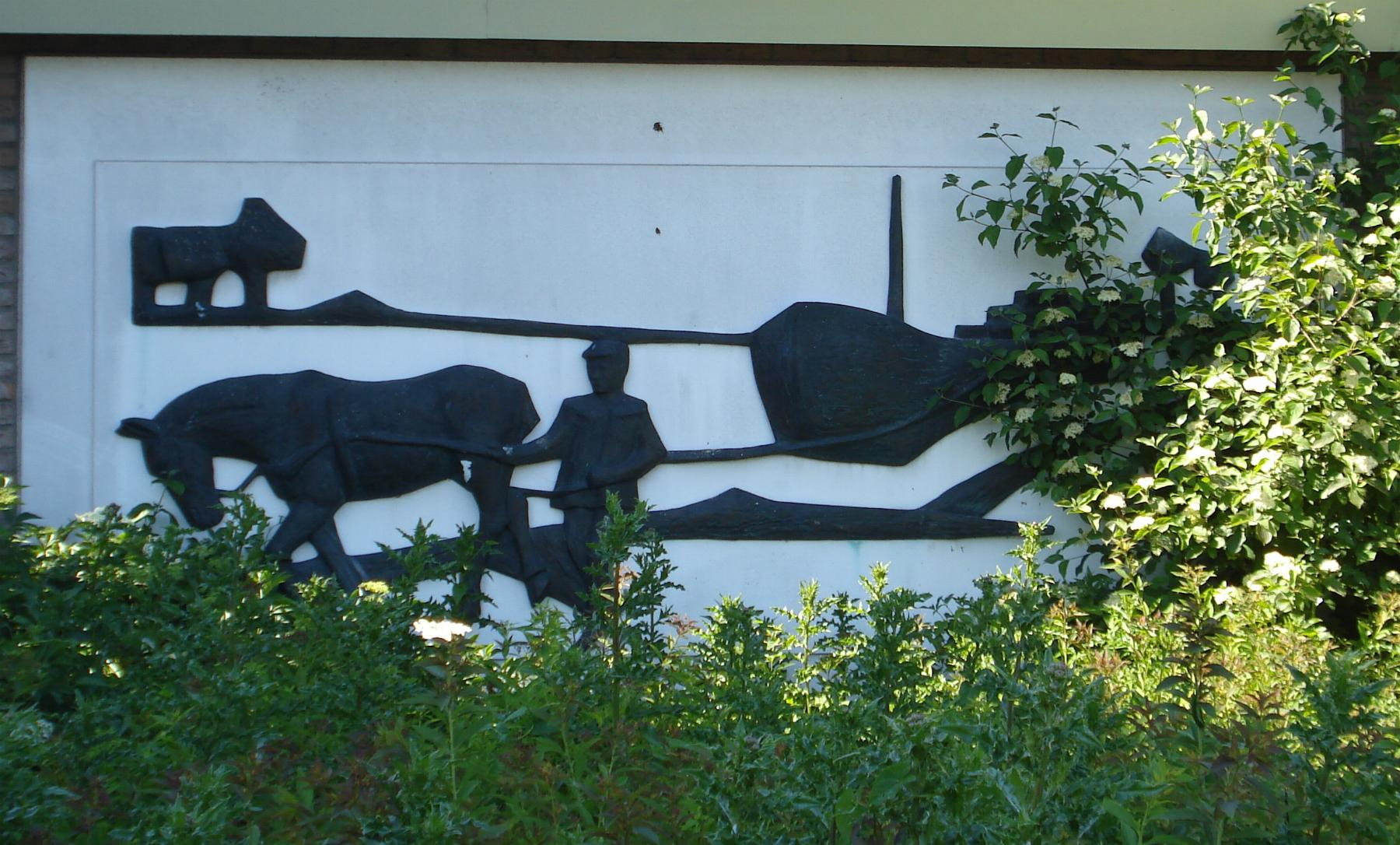
Schuitejager